# سایوری هارا
سایوری هارا (انگلیسی: Sayuri Hara؛ زادهٔ ۵ نوامبر ۱۹۸۸) صداپیشگی در ژاپن اهل ژاپن است.